# Ugo Massocco
Ugo Massocco (Alessandria, 10 aprile 1928 – Asti, 29 maggio 1991) è stato un ciclista su strada italiano.
Professionista dal 1951 al 1961, vinse un'edizione del Giro di Sicilia e prese il via a 7 edizioni del Giro d'Italia.

## Palmarès
- 1948 (dilettanti)

Gran Premio Spumante
- 1949 (dilettanti)

Milano-Tortona
Gran Coppa Vallestrona
- 1950 (dilettanti)

Trofeo Andrea Brezzi
- 1954 (Doniselli, due vittorie)

Classifica generale Giro di Sicilia
10ª tappa Tour du Maroc
- 1955 (Tebag, una vittoria)

Giro delle Alpi Apuane

### Altri successi
- 1960 (Gazzola)

Criterium di Maggiora

## Piazzamenti

### Grandi Giri
- Giro d'Italia

1952: 87º
1954: 48º
1955: ritirato
1956: ritirato
1957: 71º
1958: 59º
1960: 78º

### Classiche monumento
- Milano-Sanremo

1955: 54º
1957: 126º
1958: 124º
- Liegi-Bastogne-Liegi

1956: 36º
- Giro di Lombardia

1955: 85º